# Jui Juis
Jui Juis (en tailandés: จุ๋ย จุ๋ยส์) (cuyo nombre verdadero es Suttipong Sutinrum tailandés: สุทธิพงศ์ สุทินรัมย์) (nacido en 1980, Nakhon Ratchasima) es un cantante y músico de rock tailandés, uno de los más exitosos por la popular canción como un บท ที่ (Lección 1). Esta canción alcanzó el puesto # 1 en la FM de SEED TABLA del TOP 20 en la estación de radio el 12 de julio de 2009.

## Discografía

### Sencillo
- อย่าขี้โม้ (Ya-Kee-Mo) (2008)
- เหลือแต่ตอ (Luea Tae Tor) (2008)
- บทที่ 1 (Lesson 1) (2009)
- อีกไม่นาน (Soon) (2009)
- อนาถาว่ะ (Anatawa) (2010)
- สู้สิสู้ (Su Si Su) (2010)

### EP
- Negative Thinking But Positive Doing (2008)
- To Behave With Abandon (2008)
- It Is Never Too Late To Love (2009)